# شنگ اوراسیایی
شِنگ اوراسیایی (نام علمی: Lutra lutra) جانوری گوشتخوار از خانوادهٔ راسویان (Mustelidae) و جنس شنگ‌ها (lutra) است. زیستگاهش کنار آبهای شیرین است. دارای بدنی دراز و نسبتاً باریک و دم بلند و سر مسطح، پوزه کوتاه و رنگ قهوه‌ای است و طول بدن آن تا ۷۵ سانتی تر و طول دم آن تا ۵۰ سانتیمتر می‌رسد.
این جانور بومی اروپا و آسیا ست و در ایران در استان‌های گیلان، مازندران، کردستان، فارس، خوزستان و شهرستان گلپایگان یافت می‌شود. غذای اصلی شنگ ماهی است و زمانی که ماهی کم باشد جانوران دیگری چون دوزیستان، سخت‌پوستان، حشرات، پرندگان و گاهی پستانداران کوچک از جمله سگ‌های آبی کوچک را شکار می‌کند.
در نیمه دوم قرن بیستم جمعیت این جانور بسیار کاهش یافته که دلیل اصلی آن آلودگی آب‌ها به آفت‌کشهایی چون ارگانوکلرین و بیفنیل پلی‌کلروینه است. تخریب زیستگاه و شکار قانونی و غیرقانونی از دلایل دیگر تهدید شدن این جانور است. البته در سال‌های اخیر در بیشتر قسمت‌های اروپا جمعیت شنگ در حال احیاست و در سال ۲۰۱۱ وزارت محیط زیست بریتانیا اعلام کرده که اکنون سمورهای آبی به تمام شهرستان‌های کشور بازگشته‌اند. این احیا بخشی به دلیل ممنوعیت آفت‌کش‌های خطرناکتر است که از سال ۱۹۷۹ در اروپا اعمال شده و بخشی به دلیل بهبود کیفیت آب که به افزایش جمعیت طعمه‌ها منجر شده و بخشی به دلیل محافظت در مقابل شکار.